# Executiu d'Irlanda del Nord

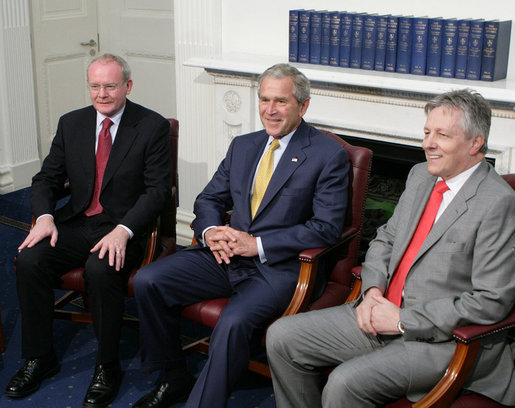
Els actuals Ministre Principal, Peter Robinson (dreta) i Viceministre Principal, Martin McGuinness (esquerra), amb l'ex-president nord-americà George Bush, Jr.

El Govern d'Irlanda del Nord és la branca executiva de l'Assemblea d'Irlanda del Nord, el Parlament delegat per a aquest país constituent (Home Nation) del Regne Unit. Respon davant l'Assemblea, i va ser establert segons els termes de l'Acta d'Irlanda del Nord de 1998, redactada segons l'Acord de Divendres Sant del mateix any que va posar punt final al conflicte que va enfrontar les comunitats catòlica i protestant de la regió.
L'Executiu està compost per un Ministre Principal i un Viceministre Principal (segons el principi de diarquia pel qual fins i tot comparteixen office, departament ministerial). La denominació dels càrrecs és de First Minister i Deputy First Minister, per diferenciar-los de Primer Ministre britànic (Prime Minister), més la resta de ministres amb carteres individuals. Tots ells són elegits per l'Assemblea per un sistema de "poder compartit" (sharing-power), en el qual, mitjançant la utilització de la regla D'Hondt, es reparteixen els ministeris proporcionalment a la força electoral dels diferents partits. Això fa que a la pràctica els dos càrrecs principals siguin sistemàticament ocupats un per un polític unionista i l'altre per un republicà irlandès.
L'Executiu d'Irlanda del Nord és un dels 3 governs retornats del Regne Unit, els altres són l'escocès i el gal·lès.

## Actuals components
Des de 2007 el Ministre Principal és Peter Robinson, del Partit Unionista Democràtic (DUP), que va reassumir les seves funcions el febrer de 2010 després apartar-se d'aquestes durant unes setmanes per un escàndol marital. El viceministre Principal Martin McGuinness, del republicà Sinn Féin.
La resta de ministeris es reparteixen de la manera: 
| Ministeri                                  | Titular            | Partit                                 |
| ------------------------------------------ | ------------------ | -------------------------------------- |
| Ministre Principal                         | Peter Robinson     | Partit Unionista Democràtic            |
| Viceministre Principal                     | Martin McGuinness  | Sinn Féin                              |
| Empreses, Comerç i Inversió                | Arlene Foster      | Partit Unionista Democràtic            |
| Finances i Personal                        | Sammy Wilson       | Partit Unionista Democràtic            |
| Desenvolupament Regional                   | Conor Murphy       | Sinn Féin                              |
| Educació                                   | Caitríona Ruano    | Sinn Féin                              |
| Ocupació i Educació                        | Sir Reg Empey      | Partit Unionista de l'Ulster           |
| Medi Ambient                               | Edwin Poots        | Partit Unionista Democràtic            |
| Cultura, Art i Oci                         | Nelson McCausland  | Partit Unionista Democràtic            |
| Salut, Serveis Socials i Seguretat Pública | Michael McGimpsey  | Partit Unionista de l'Ulster           |
| Agricultura i Desenvolupament Rural        | Michelle Gildernew | Sinn Féin                              |
| Desenvolupament Social                     | Alex Attwood       | Partit Socialdemòcrata i Laborista     |
| Justícia                                   | David Ford         | Partit de l'Aliança d'Irlanda del Nord |

Dos Junior Minister de l'Oficina del Ministre Principal i el Viceministre Principal assisteixen també als Consells de Ministres. Tots dos provenen dels respectius partits del Ministre i Viceministre Principals.